# Cancelliere grande
De cancelliere grande (Italiaans), cancellier grando (Venetiaans) of grootkanselier (Nederlands) was de hoogste niet-adellijke ambtenaar van de republiek Venetië of Serenissima. Zijn ambt bestond van het jaar 1261 tot 1797, het jaar van de val van de republiek door de vrede van Leoben.
De grootkanselier leidde het staatsapparaat van de doge, het staatshoofd; dit was de staatskanselarij van de doge. Protocollair kwam hij na de doge, de Minor Consiglio of Kleine Raad (raad van adellijke adviseurs van de doge) en na de procurators van San Marco. Hij werd voor het leven benoemd. Op zijn hoogtepunt stuurde de grootkanselier honderd ambtenaren van de republiek aan.

## Historiek

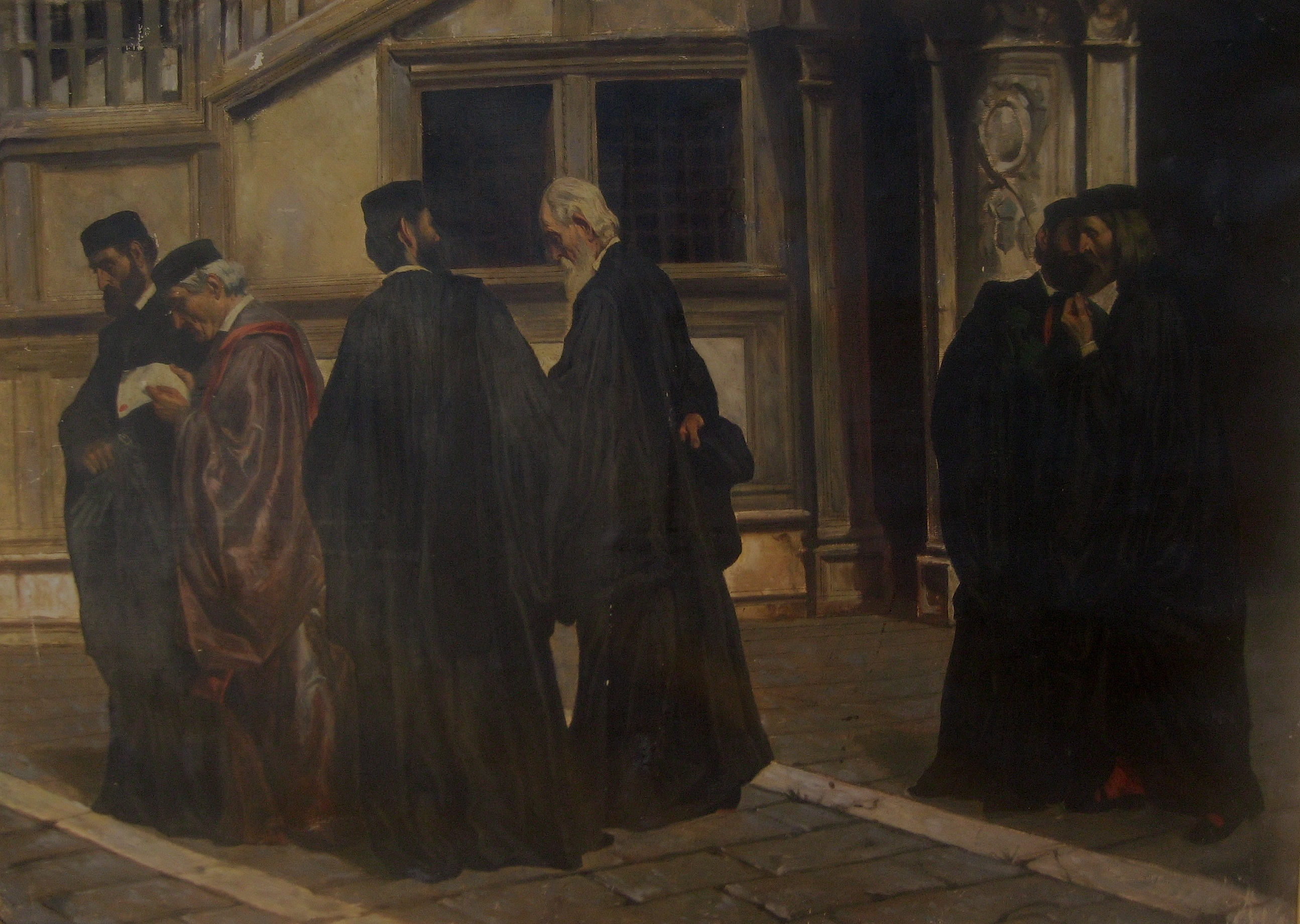
Raad van Tien van Venetië

Vanaf de 13e eeuw bezat de doge in zijn paleis ambtenarij, genoemd de Curia Maior. Dit evolueerde naar het einde van de middeleeuwen naar een aparte administratie, genoemd de cancellaria ducale of hertogelijke kanselarij. Omwille van de tanende macht van de doge stond de cancellaria ducale ten dienste van de doge, maar ook van de Grote Raad of Maggio Consiglio en in mindere mate de Senaat van Venetië.
Het was de Grote Raad die de grootkanselier verkoos.
De grootkanselier rapporteerde niet alleen aan de doge maar ook aan de Quarantia (of Raad van Veertig), de Raad van Tien en de Kleine Raad. Deze organen hielden een complex toezicht op de staatskanselarij.
De grootkanselier had als diensten:
- De cancellaria ducale, historisch de oudste afdeling van de staatskanselarij
- De cancellaria inferiore of archiefafdeling. De naam kwam van de lokalisatie op de eerste verdieping, juist onder of ‘inferieur aan’ de grote vergaderzaal van de Senaat.
- De cancellaria secreta, kortweg Secreta genoemd (vanaf 1402). De Secreta behandelde de documenten met staatsgeheimen of met de moderne term ‘classified documents’. Het ging om documenten van de Senaat en de Raad van Tien waar niet elke ambtenaar toegang mocht toe hebben: resultaten van stemmingen, tegenvoorstellen voor benoemingen, diplomatieke correspondentie en andere documenten. Vanaf 1460 stond de Secreta volledig onder de controle van de Raad van Tien; de deuren gingen letterlijk dicht want tot dan toe konden bezoekers in het dogenpaleis honderden geheime documenten gewoon inkijken. Nog in 1593 kreeg staatssecretaris Carlo Berengo een reprimande: hij had documenten van ambassadeurs van de laatste 3 jaren laten slingeren buiten de afgesloten vertrekken. Eind 16e eeuw organiseerde de Raad van Tien een inventarisatie van alle documenten die toegekomen waren in het dogenpaleis; begin 17e eeuw waren vier man klaar met de inventarisatie.

De grootkanselier was betrokken bij het aanwerven van zijn personeel, weliswaar onder controle van aristocraten in de organen zoals hoger aangegeven. Elke ambtenaar moest een stageperiode van vijf jaar doorlopen. Nadien moest hij slagen in een schriftelijk examen in het Latijn en in het Venetiaans. De grootkanselier kon zijn ambtenaren progressief laten promoveren tot ambassadesecretaris buiten Venetië, tot senatoriale ambtenaar of toewijzen aan secretariaatsfuncties bij de Raad van Tien. Voor benoemingen in de Geheime Dienst van de republiek besliste de Raad van Tien zonder hem, na een zorgvuldige screening der kandidaat, gevolgd door een eedaflegging van geheimhouding.